# رودريغو مارانجوني
رودريغو مارانجوني (بالإسبانية: Rodrigo Marangoni)‏ هو لاعب كرة قدم أرجنتيني في مركز الوسط، ولد في 21 فبراير 1978 في مدينة بارانا، انتري ريوس في الأرجنتين. لعب مع أتلتيكو أتلانتا وأتليتيكو هويلا وأرسنال ساراندي وألميرانتيه براون دي أريسيفيس وجيمناسيا لابلاتا وديبورتيس أنتوفاغاستا وديبورتيس توليما وفيليز سارسفيلد ونادي برشلونة ونادي برشلونة.